# Лапа (фільм)
«Лапа» — радянський художній фільм 1991 року, знятий режисером Юлієм Колтуном на студії «Голос».

## Сюжет
Говорять, у мафії довгі руки. Але це не так. Не руки, а безжальні звірині лапи зімкнулися на горлі героя цієї кримінальної драми, в якій представлений весь набір впливу мафії на небажаних їй людей — вбивство, спровоковане самогубство, доведення до божевілля, шантаж… Дія починається у 1970-х роках. Щойно держслужбовець Кирило Соболєв отримує нове високе призначення, ним починає цікавитися всемогутній голова підпільного бізнесу, який хоче за його допомогою налагодити зв'язки зі злочинними структурами за кордоном. Не досягши бажаного, він починає мстити Кирилу та його близьким…

## У ролях
- Юрій Орлов — Кирило Анатолійович Соболєв
- В'ячеслав Бамбушок — Олексій Куніцин
- Валерій Косой — Олександр Іванович Аташев
- Тетяна Кабанова — Катя
- Анастасія Власова — Ірина Сергіївна Платонова
- Ілля Змєєв — психіатр
- М. Агранов — епізод
- Євген Александров — Шурік, продавець дефіцитних книг
- Азамат Багіров — епізод
- Н. Ветровський — епізод
- А. Вовняков — епізод
- А. Глазков — епізод
- Лариса Дмитрієва — епізод
- Юрій Єлісєєв — Наум Якович, перукар (озвучив Ігор Єфімов)
- Петро Єфімов — епізод
- Олексій Житков — епізод
- Євген Зубар — епізод
- М. Камілов — епізод
- Валерія Кисельова — медсестра у психіатричній лікарні
- Е. Колебатова — епізод
- Д. Колесникова — епізод
- Володимир Корнезо — епізод
- А. Котов — епізод
- Юрій Красік — епізод
- Саша Курицький — епізод
- Іван Латишев — Назаров, театральний режисер
- І. Лебедєв — епізод
- Микола Лєсніков — епізод
- Леонід Максимов — співробітник спецслужби
- Володимир Марков — психіатр
- В. Мелехов — епізод
- Олег Попков — пацієнт психіатричної лікарні
- Таня Поташинська — епізод
- Сергій Русскін — слідчий
- Олена Руфанова — епізод
- Ольга Степанова — епізод
- Юрій Стоянов — співробітник спецслужби
- В. Халін — епізод
- Павло Фетісов — співробітник спецслужби
- Д. Цилікін — епізод
- Марина Чернишова — епізод
- Т. Чудінова — епізод
- О. Шарабуріна — епізод
- Юрій Шиткін — епізод
- Дмитро Шулькін — епізод
- А. Шутов — епізод
- Світлана Шутова — епізод
- Андрій Щепочкін — епізод

## Знімальна група
- Режисер — Юлій Колтун
- Сценарист — Едгар Дубровський
- Оператор — Юрій Шайгарданов
- Композитор — Марк Самойлов
- Художник — Володимир Южаков